# جاودان نامه
جاودان‌نامه معروف به جاودان‌نامه الهی اشاره به کتابی متعلق به حروفیان دارد، که توسط فضل‌الله نعیمی استرآبادی در سده هشتم هجری نوشته شده و در آن تفاسیری از قرآن به زبان تبری آورده شده است.